# De Borman
De Borman is een notabele en adellijke familie, voornamelijk afkomstig uit Belgisch-Limburg. Verschillende leden hebben zich onderscheiden in het tennis spelen.

## Geschiedenis
De bewezen stamreeks begint met René Borman, zoon van Gisbert de Dorne, die in 1380 genoemd wordt inzake een huis te Dorne. In 1816 volgt voor Jean-Ferdinand-Alexandre de Borman (1768-1844) benoeming in de Ridderschap van Limburg waarmee hij en zijn nageslacht adeldom verkregen. In 1857 volgde voor twee broers verheffing in de adel met de titel van ridder overgaand bij eerstgeboorte; een derde telg, zoon van de in 1816 geadelde, verkreeg dezelfde titel met dezelfde overgang. In 1913 ten slotte volgde verlening van de titel van baron overgaand bij eerstgeboorte voor Camille de Borman (1837-1922).
Anno 2018 leefden er nog 48 mannelijke telgen, de laatste geboren in 2014.

## Genealogie
- François-Adrien de Borman (1732-1785), x Marie-Jacqueline Coomans (1729-1816). Hij was raadsheer bij de abdis van Thorn en verbonden aan de rechtbank van Neeroeteren.
  - Nicolas-Adrien de Borman (1766-1827), x Marie-Anne Vaes (1766-1810).
    - Frédéric de Borman (zie hierna).
    - Théodore de Borman (zie hierna).

  - Alexandre de Borman (zie hierna).

## Frédéric de Borman
- Jacques Frédéric François Alexandre ridder de Borman (Bree, 16 september 1795 - Kortrijk, 16 augustus 1865) was hypotheekbewaarder en van 1862 tot aan zijn dood, liberaal provincieraadslid voor West-Vlaanderen. Hij trouwde in 1832 in Kortrijk met Jeanne-Henriette Dorchies (1807-1871). In 1857 verkreeg hij adelsverheffing met de titel ridder, overdraagbaar bij eerstgeboorte.
  - Ernest ridder de Borman (1837-1903), doctor in de rechten, trouwde met Mathilde Misson (1843-1919).
    - Pierre ridder de Borman (1875-1942), trouwde in 1903 in Moorsel met Nathalie van der Noot (1874-1945).
      - Alexandre ridder de Borman (1909-1998), trouwde in 1934 in Londen (echtscheiding 1950) met Norah Noonan (° 1910), en hertrouwde in Parijs in 1950 met Ginette Froissé (1921-1966)
        - Jean-Marc ridder de Borman BA (1954), chef de famille
          - Jhr. Arthur de Borman (1983), vermoedelijke opvolger als chef de famille

    - Paul de Borman (1879-1948) was de promotor in België van de tennissport. Hij was voorzitter van de Koninklijke Belgische Federatie van Lawn Tennis. Naar hem is de jaarlijkse Beker de Borman voor jong talent genoemd. Hij trouwde in Sint-Gillis Brussel in 1907 met Anne de Selliers de Moranville (1881-1962), tenniskampioene, dochter van luitenant-generaal Antonin de Selliers de Moranville.
      - Léopold de Borman (1909-1979), Belgisch tenniskampioen en vicevoorzitter van de Royal Leopold Club. Hij trouwde met Georgette de Thoran (1910-1994) en ze hadden een dochter.

## Théodore de Borman
- Théodore de Borman (Bree, 29 augustus 1803 - Schalkhoven, 13 november 1863) trouwde in 1836 met Natalie du Vivier (1804-1883). Hij was doctor in de rechten en werd vrederechter in Looz. In 1857 kreeg hij, zoals zijn broer, adelsverheffing met de titel ridder, overdraagbaar bij eerstgeboorte.
  - Camille de Borman (1837-1922) verkreeg in 1913 de titel baron, overdraagbaar bij eerstgeboorte. Hij werd Limburgs provincieraadslid, bestendig afgevaardigde en voorzitter van de provincieraad. Hij was doctor in de rechten en werd lid van de Heraldische Raad, lid van de Koninklijke Commissie voor geschiedenis, laureaat van de Vijfjaarlijkse prijs voor geschiedenis en voorzitter van de Wetenschappelijke en Letterkundige vereniging van Limburg. Hij trouwde in Kerkom in 1867 met barones Marie-Louise de Broukmans (1841-1906) en ze hadden zes kinderen.
    - Fédéric de Borman (1871-1952) trouwde in 1898 in Groot-Gelmen met Gabrielle Ulens (1876-1912). Met afstammelingen tot heden.
    - Charles de Borman (1876-1959) trouwde in 1904 in Luik met barones Jeanne Forgeur (1882-1975). Hij was doctor in de rechten en vrederechter voor het kanton Looz. Met afstammelingen tot heden.

## Alexandre de Borman
- Jean-Ferdinand-Alexandre de Borman (Maaseik, 15 februari 1768 - Bree, 6 februari 1844), doctor in de rechten, was vrederechter in Achel, burgemeester van Bree en lid van de Provinciale Staten van Limburg. In 1816 werd hij benoemd tot lid van de Ridderschap van Limburg waarmee hij adeldom verkreeg. Hij trouwde in 1806 in Maaseik met Anne Claessens (° 1781).
  - Ferdinand ridder de Borman (1807-1891) vrederechter voor het kanton Bree, verkreeg in 1857 samen met zijn neven de titel ridder, overdraagbaar bij eerstgeboorte.
    - Alexandre ridder de Borman (1838-1927), procureur des konings in Bergen, trouwde in 1885 in Ieper met Anne Cornette (1864-1921).
      - Jkvr. Berthe de Borman (1886-1972), laatste telg van deze tak